# Platyscelus ovoides
Platyscelus ovoides är en kräftdjursart som först beskrevs av Risso 1816.  Platyscelus ovoides ingår i släktet Platyscelus och familjen Platyscelidae. Inga underarter finns listade i Catalogue of Life.